# Tukums II
Tukums II – stacja kolejowa w Tukums, na Łotwie. Węzeł linii do Rygi, Windawy i Jełgawy.
Stacja została otwarta 21 września 1877. W tym samym roku została ukończona stacja Tukums I, w tym czasie stacja była nazywana Dworcem Wschodnim.